# Анрі Бергсон
Анрі́ Бергсо́н (фр. Henri Bergson, 18 жовтня 1859 — 4 січня 1941) — французький філософ. Лауреат Нобелівської премії з літератури 1927 року.

## Біографія
Батько Анрі Бергсона був піаністом й за походженням польським євреєм. Бабуся Анрі Бергсона, Тамара Бергсон (або Сонненберг), була активною хасидською діячкою. Освіту Анрі отримав у ліцеї Кондорсе в Парижі, потім в 1878—1881 роках у Вищому педагогічному інституті. Викладав у різних ліцеях в Ар'є і Клермон-Феррані. Доктор філософії (1889) — дві дисертації: «Досвід про безпосередні дані свідомості», «Ідея місця в Аристотеля» (латинською мовою).
З 1897 року — професор філософії Вищої педагогічної школи. Професор Колеж де Франс (1900—1914). Член Академії моральних і політичних наук (1901), її президент (з 1914). Член Французької Академії (1914), лауреат Нобелівської премії з літератури (1927). В 1911—1915 роках читав курси лекцій у США, Англії й Іспанії. Перший президент (з 1922) Комісії Ліги Націй з інтелектуального співробітництва (майбутня ЮНЕСКО). Під час Другої світової війни уряд Віші запропонував Бергсону не проходити обов'язкову для євреїв процедуру реєстрації, на що отримав відмову філософа. Помер в окупованому нацистами Парижі від запалення легень, підхопленого в черзі на реєстрацію євреїв.

## Філософська концепція
Намагаючись подолати недоліки позитивізму, Анрі Бергсон вибудовував концепцію «позитивної метафізики», що спирається на конкретний досвід. Основну проблему сучасної йому філософії та гуманітарних наук мислитель вбачав у змішанні таких понять як «протяжність» і «тривалість», «динамічне» і «статичне» тощо. Зокрема він критикував розгляд часу як сукупності моментів і відстоював думку про неподільний тривалий час, який лежить в основі свідомості.
Філософії Бергсона притаманні ірраціоналізм та інтуїтивізм. За схемою Бергсона, реальність рухома й безперервна, вона осягається безпосереднім досвідом, первинною інтуїцією, котру зазвичай доповнює розум. Мозок, як і тіло взагалі, слугують інструментами свідомості, а не її джерелом. Ідеалістична теорія інтуїтивного пізнання Бергсона веде до фідеїзму.
Бергсон інтерпретував еволюцію життя як вияв «життєвого пориву». Надаючи неживій матерії імпульсу до розвитку, «життєвий порив» штовхає еволюцію. Там, де вона зустрічає найменший опір, відбувається незворотні вдосконалення, тоді як перепони ведуть до циклічних змін. «Життєвий порив» має три напрямки: інстинкт, чуттєвість та інтелект. Діяльність інтелекту, що лежить в основі науки, за Бергсоном, не здатна створювати нове, а лише комбінує вже наявне. Творчість можлива тільки завдяки інтуїції, що виникає з інстинкту. Анрі Бергсон розглядав творчість, життєвий запал як безперервне народження нового, реалізацію поступального розвитку, що складає суть життя. Творчість розглядається мислителем переважно за аналогією з природно-біологічними процесами й через це протиставляється технічному раціоналізму.
Еволюція, за Бергсоном, проявляється і в людському суспільстві. Ті суспільства, що заходять в еволюційні тупики, стають закритими суспільствами, де панують авторитаризм, уніфікація та націоналізм. Такі суспільства розвиваються циклічно і втрачають здатність до подальшого прогресу. Відкриті суспільства ж розвиваються поступально, в них розкривається потенціал особистості, виникають мудреці, пророки та містики.

## Пам'ять
Меморіальний напис на одній з колон Пантеону в Парижі: «Анрі Берґсонові, творчість і життя якого уславили Францію і людську думку».

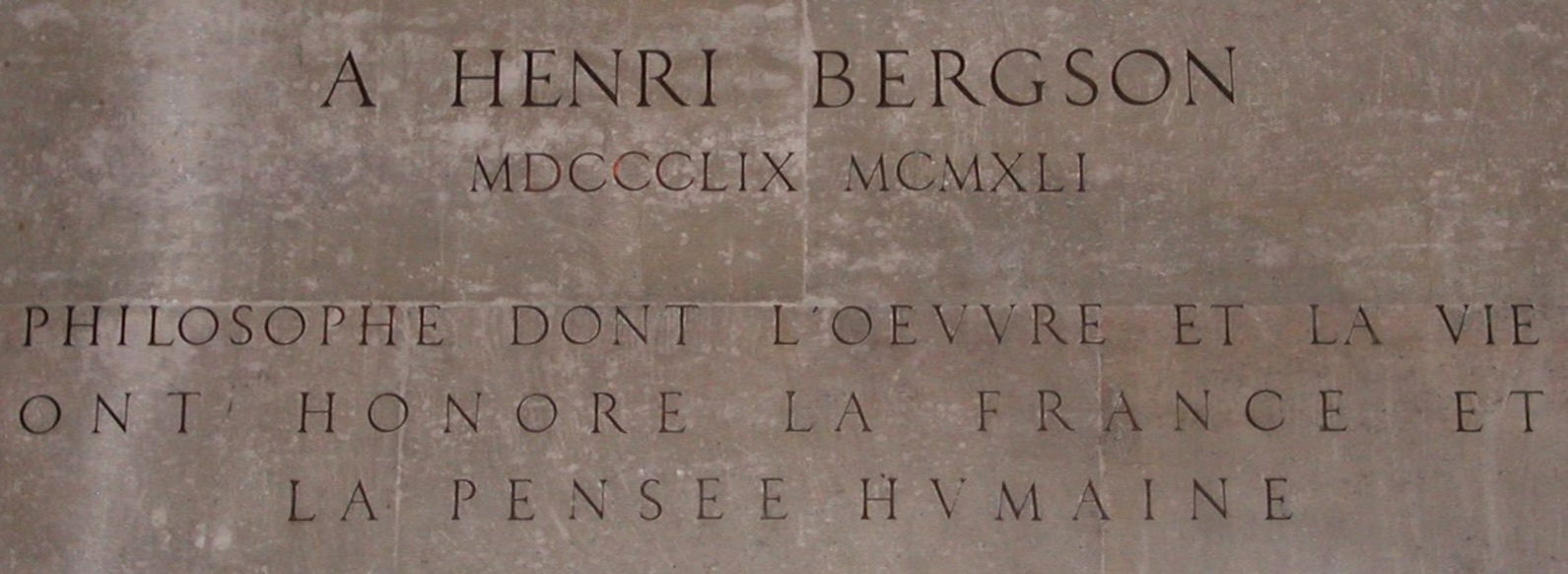
Напис в Пантеоні. Париж.

## Твори
- Essais sur les données immédiates de la conscience (1889)
- Cours de psychologie de 1892 à 1893 au lycée Henri-IV, inédit à partir de retranscription intégrale du cours, Préface Alain Panero, Ed.: Arche Milan, 2008, Coll.: ANECDOTA, ISBN 2-912770-10-6
- Matière et mémoire (1896)
- Le Rire (1899) - Сміх (перекладено українською)
- L'Évolution créatrice (1907) – Творча еволюція (перекладено українською)
- La philosophie française (La Revue de Paris, livraison du 15 mai 1915, pp. 236-256)
- L'Énergie spirituelle (1919)
- Durée et simultanéité, à propos de la théorie dEinstein (1922)
- Les Deux sources de la morale et de la religion (1932)
- La pensée et le mouvant (1934)

## Анрі Бергсон і Україна

### Процес Шварцбарда
На процесі Самуїла Шварцбарда, який убив Симона Петлюру, Анрі Бергсон заступався за Шварцбарда і був на його боці.

## Українські переклади
- Анрі Берґзон. Вступ до метафізики. Переклад з французької Євгена Яворовського. — Коломия: Галицька накладня Якова Оренштайна, 1913.
- Анрі Бергсон: Сміх. — Київ: Дух і Літера, 1994.
- Анрі Берґсон: Творча еволюція. Переклад з французької Романа Осадчука. — Київ: Видавництво Жупанського, 2010 (Серія: Лауреати Нобелівської премії з літератури).